# 카타르군
카타르군(Qatar Armed Forces, 아랍어: القوات المسلحة القصرية, 로마자 표기: Al-Quwwat Al-Musallahah Al-Qatariyyah)는 카타르 국가의 군대이다. 2015년부터 카타르는 매년 평균 2,000명의 전역군인을 배출하는 의무 징병제를 실시했다. 스톡홀름 국제평화연구소(SIPRI)에 따르면 2010년 기준 카타르의 국방비는 총 19억 1300만 달러로 국가 GDP의 약 1.5%에 달한다. 카타르는 최근 2002년과 2013년에 미국과, 2020년에 영국과, 1994년에 프랑스와 국방협정을 체결했다.
카타르는 걸프 협력 회의(Gulf Cooperation Council)의 집단 방어 노력에 적극적으로 참여하고 있다. 나머지 5개 회원국은 사우디아라비아, 쿠웨이트, 바레인, 아랍에미리트(UAE), 오만이다. 카타르는 또한 중동에서 가장 큰 미군 기지를 보유하고 있으며 2017년에는 워싱턴에 무관 사무실을 개설했다.
SIPRI에 따르면 카타르의 군대 개혁 및 대폭 확대 계획은 2014년에 가속화되었으며 2010~14년 카타르는 세계 46위의 무기 수입국이 되었다. 2013년 독일에서 탱크 562대와 자주포 75문을 주문한 뒤 2014년에는 미국에서 전투 헬리콥터 34대와 AEW 항공기 3대, 스페인에서 유조선 항공기 6대를 포함한 여러 계약을 체결했다. 2016년부터 카타르는 패트리엇 PAC-3 MSE 포대, 엑소셋 MM40 블럭 3 및 마르테 ER 대함 미사일을 납품하여 첨단 대공 및 대함 능력을 유지하고 있다.

## 같이 보기
- 카타르 공군